# Кентерберийский замок
Кентерберийский замок — норманнский замок в городе Кентербери, графство Кент, Англия. Находится рядом с Восточным вокзалом Кентербери, Главным автовокзалом и городской стеной.
Кентерберийский замок был одним из трех изначальных королевских замков Кента (два других — Рочестерский замок и Дуврский замок). Все они были построены вскоре после битвы при Гастингсе, на главной римской дороге из Дувра в Лондон. Это был маршрут, пройденный Вильгельмом Завоевателем в октябре 1066 года. Все они были изначально построены как замки типа мотт и бейли для охраны этого важного маршрута.

## История

### Эпоха норманнского завоевания
В 1066 году был возведен деревянный типа мотт и бейли. Его центром может быть насыпь, которая до сих пор видна в садах Дейна Джона рядом с каменным замком (она, в свою очередь, может быть римским курганом). Причем само название сада Дэйн Джон происходит от слова донжон.

### Каменный замок
Большая каменная крепость была построена во времена Генриха I как один из трех королевских замков в Кенте. Это массивное сооружение, главным образом построенное из щебня, кремня и песчаника. К 13 веку замок стал провинциальной тюрьмой, которая была сдана вторгнувшимся французам во время Первой баронской войны. В 1380 году в замке были построены новые ворота.
В 19 веке замок был приобретен газовой компанией и использовался в качестве хранилища газа в течение многих лет, в течение которых верхний этаж был разрушен.

### Туристическая достопримечательность
Замок в настоящее время принадлежит муниципалитету и открыт для посещения круглый год. Является крупнейшей туристической достопримечательностью в Кентербери после Кентерберийского собора.